# Băleni, Galați
Baleni là một xã thuộc hạt Galați, România. Dân số thời điểm năm 2002 là 2726 người.